# Saturn S-Series
Die S-Series waren ein Teil einer Familie von Kompaktwagen des Autoherstellers Saturn. Sie waren die ersten Fahrzeuge des Herstellers. Die Fahrzeugplattform, der Z-Aufbau, wurde komplett betriebsintern bei Saturn entwickelt und teilte sich nur sehr wenige Komponenten mit dem Rest des General Motors-Modellprogramms. Diese führte den Space-Frame ein, den man auch an einigen Pontiac-Modellen finden kann, was bedeutete, dass die Seitenteile der Karosserie kein Gewicht trugen, wodurch man Plastikteile an Stelle von Metall verwenden konnte. Diese Polymerteile waren beulenresistent – dies blieb lange ein Haupt-Verkaufargument für Saturn.
Die S-Series wurde von Herbst 1990 bis Ende 2002 hergestellt.
Von 1990 bis 1991 war die S-Series als SL („sedan level“ = Limousine) und SC („sports coupe“ = Coupe) erhältlich. Der SW („station wagon“ = Kombi) wurde Anfang 1992 auf der North American International Auto Show in Detroit vorgestellt.
Taiwan und Japan waren die beiden einzigen asiatischen Länder, die Saturns importierten. Von 1992 bis 1996 wurden die Limousinen der ersten und zweiten und die Coupés der ersten Generation in Taiwan verkauft. Von 1996 bis 2003 wurden die Fahrzeuge der zweiten Generation als Rechtslenker in Japan angeboten.
Alle verfügbaren Saturn-Modelle wurden ab 1992 nach Kanada importiert.
Bei einer Veränderung im Herbst 1998 erhielt der SC eine kleine Selbstmördertür auf der Fahrerseite. Diese Art von Tür war vorher in Doppelkabinen-Pickups verwendet worden, aber für ein Coupé eine Innovation.
Die S-Series wurde 2003 durch den größeren Saturn Ion ersetzt, der bis zum Ende seiner Produktion Ende 2007 nicht an die Verkaufszahlen der S-Series heranreichen konnte.
Coupes und Limousinen mit dem Basismotor, der über eine einzelne obenliegende Nockenwelle verfügte, und der Handschaltung, gehörten zu den sparsamsten Autos, die zu dieser Zeit in den Vereinigten Staaten erhältlich waren, da sie in EPA Highway-Tests 5,9 l/100 km erreichten, was nach heutigen Messmethoden wohl etwa 6,5 l/100 km entspräche.

## SL/SW (1990–1995)
Die SL und SW der ersten Generation wurden von Herbst 1990 bis Mitte 1995 gebaut. Am Tag des Rücktritts des damaligen GM-CEOs Roger Bonham Smith verließ der erste Saturn das Fließband in der Fabrik in Spring Hill, Tennessee. Er war kastanienbraun mit hellbraunem Interieur.
Ursprünglich gab es zwei Ausstattungsvarianten. Der SL1 hatte einen SOHC-1.9L-R4-LK0-Motor, der 85 PS (63 kW) leistete und im Modelljahr 1995 auf den L24-Motor mit 100 PS (70 kW) aufgerüstet wurde. Die beiden Motoren waren, abgesehen von der Aufrüstung von TBI zu sequentieller MPI, mechanisch identisch. Der SL2 hatte einen DOHC-1.9L-R4-LL0-Motor, der 115 PS (86 kW) leistete. Sowohl der SL1, als auch der SL2 erreichten in der Stadt 8,1 l/100 km und auf dem Highway 6,7 l/100 km.
Die Saturns der Modelljahre 1991 und 1992 gab es als Basis-„SL“ (nur mit Handschaltung), „SL1“, „SL2“ und „SC“.
Für das Modelljahr 1993 wurde die Palette auf die SW1- und SW2-Kombis ausgeweitet, die mechanisch ihren SL1- bzw. SL2-Gegenstücken glichen. Alle Modelle erhielten im Frühjahr 1995 eine Überarbeitung des Innenraums.
Alle Varianten der S-Series wurden entweder mit einem 5-Gang-Schaltgetriebe oder mit einer 4-Stufen-Automatik angeboten. Das Automatikgetriebe bot einen Leistungsmodus, der knackigere Schaltvorgänge bei hoher Drehzahl bot, und eine Einstellung für Traktion, die kontrollierteres Anfahren durch Verwendung des zweiten Gangs ermöglichte. Die Getriebe der Fahrzeuge mit DOHC-Motoren waren auf Beschleunigung ausgerichtet, während die Kraftübertragung in den SOHC-Modellen der Sparsamkeit dienen sollte.
Die S-Serie hatte einen 45-Liter-Tank, womit bei einem Durchschnittsverbrauch von 7,4 l/100 km etwa 620 km Reichweite möglich waren.

### SC (1991–1996)
Die erste Generation des SC wurde von Anfang 1991 bis Frühjahr 1996 hergestellt. Ursprünglich war nur die Ausstattungsvariante SC mit einem DOHC 1.9 Liter-R4-Motor, der 115 PS leistete, erhältlich. Ab 1993 hieß das bisherige Ausstattungsniveau SC2 und die Variante SC1 wurde eingeführt. 1995 wurden im Rahmen einer kleineren Modellpflege der untere Bereich der vorderen Stoßstange, der Reflektor am Kofferraumdeckel und das Interieur des SC2 überarbeitet.
Für das Modelljahr 1993 wurde der SC1 als Einstiegsmodell der Coupe-Baureihe eingeführt. Nachdem der SC1 zunächst mit dem SOHC 1.9 Liter-R4-LKO-Motor mit 85 PS ausgestattet war, wurde er für das Modelljahr 1995 auf den 100 PS starken L24-Motor aufgerüstet. Die erste Generation des SC1 teilte sich die Frontpartie nicht mit dem SC2, der Klappscheinwerfer aufwies, sondern mit den SL-Modellen. Vom SC2 unterschied sich der SC1 zudem durch das Fehlen eines Reflektors am Kofferraumdeckels und der hinteren Querstrebe.

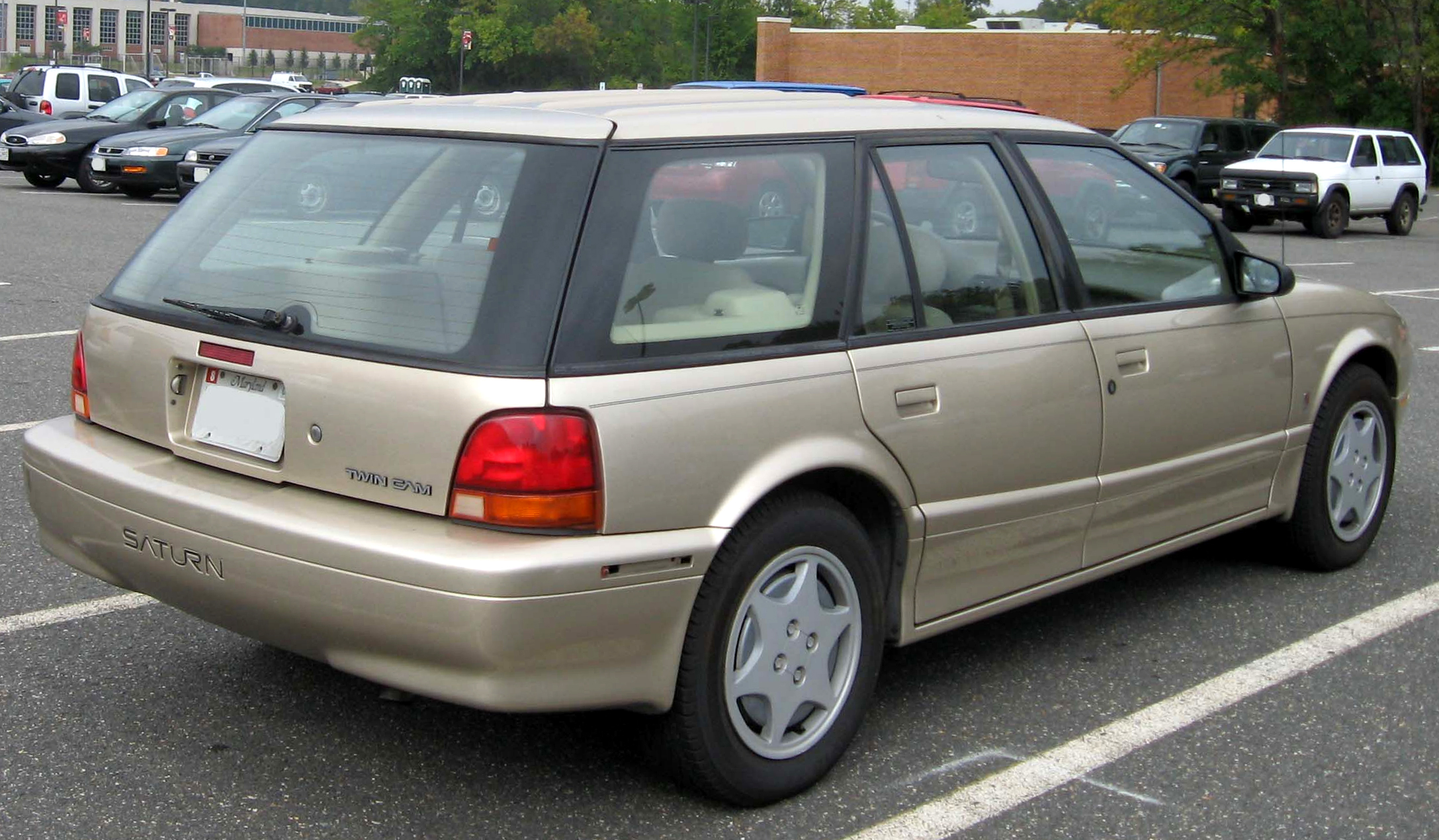
Saturn SW2 (1992–1995)
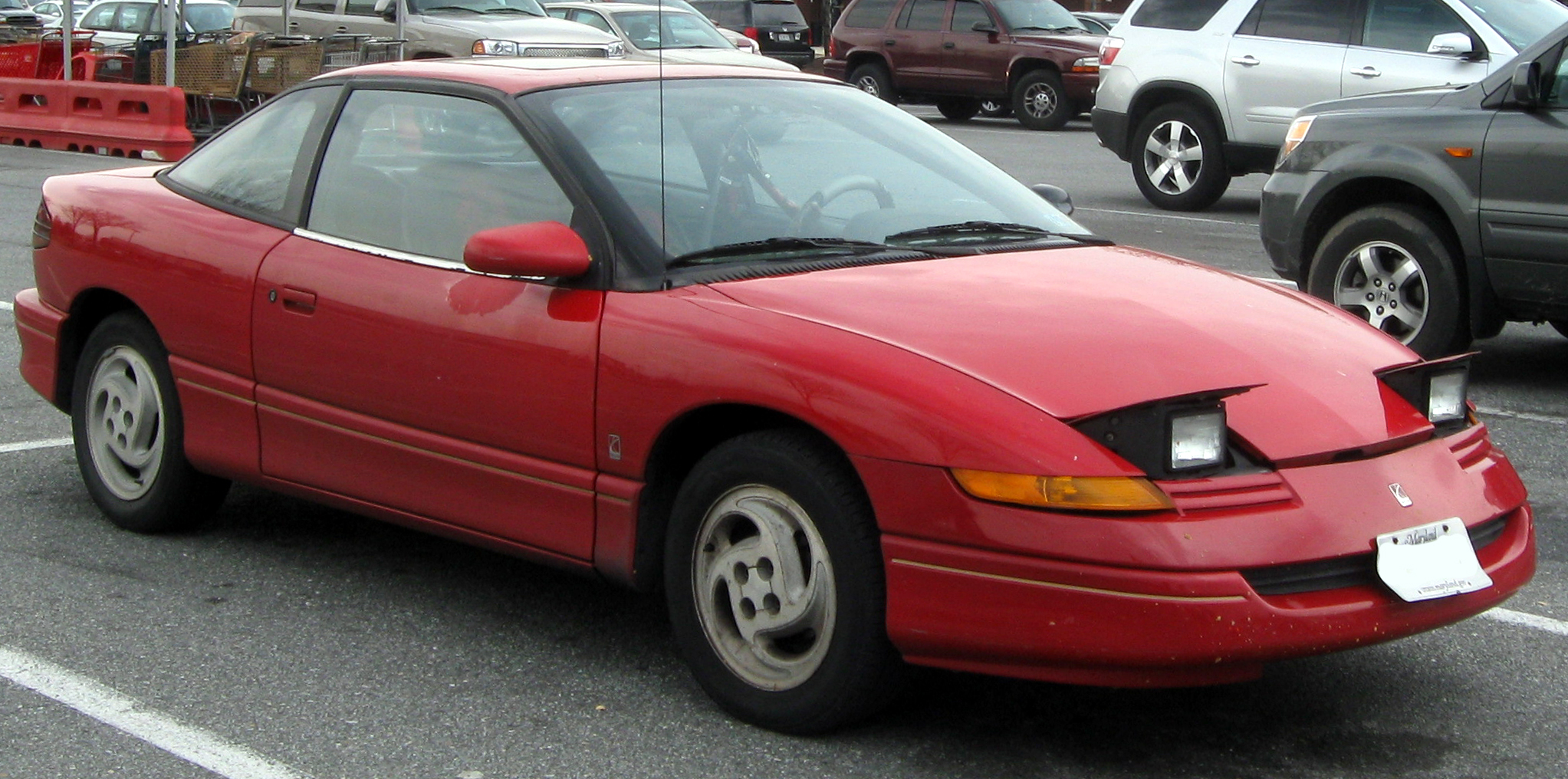
Saturn SC (1991–1996)

## Sondermodelle
Für 1994 wurde ein spezielles Sondermodell mit dem Namen „Homecoming“ auf den Markt gebracht. Es verband perlweißen Lack mit schwarzen Saturn-Emblemen, einem Spoiler, 15-Zoll-„Tränen“-Felgen, vier Scheibenbremsen mit ABS, einem grauen Innenraum mit Kopfstützen auf der Rückbank, Nebelscheinwerfern sowie Zentralverriegelung und elektrischen Fensterhebern. Gegen Aufpreis waren unter anderem Schiebedach, CD-Player und 4-Stufen-Automatik erhältlich. Insgesamt wurden etwa 3500 Exemplare dieses Sondermodells hergestellt.

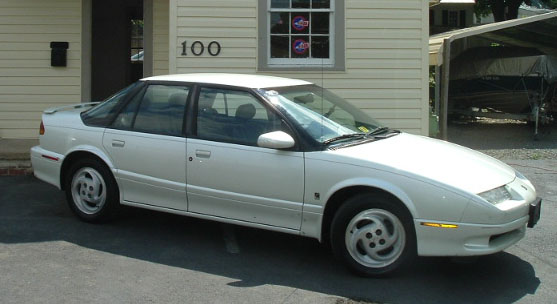
Saturn SL "Homecoming Edition" (1994)

1998 und 1999 hatten potentielle Käufer die Möglichkeit, für 225 $ das „Black Top Coupe Package“ zu bestellen. Diese Modelle wurden je nach Außenfarbe als „Red Hot Coupe“ oder „White Hot Coupe“ bezeichnet. Das Paket umfasste ein schwarzes Dach, schwarze Außenspiegel, schwarze Embleme, weiße Instrumente und schwarz akzentuierte Tränen-Felgen. Diese sind extrem selten.
Produktionszahlen dieser Sondermodelle:
Modelljahr 1998
Weiß: 213
Rot: 657
Modelljahr 1999
Weiß: 285
Rot: 284
1999 wurde auch eine zweite „Homecoming“-Edition verkauft, die sich durch eine spezielle „Minzefarbe“, hellbraunes Leder im Innenraum, spezielle cremefarbene Anzeigen und schwarze Saturn-Logos auszeichnet, um an die zweite Heimkunft zur Fabrik in Spring Hill zu erinnern.
Für die 4000 produzierten Fahrzeuge dieses Sondermodells wurden die gleichen Ausstattungen angeboten wie für die erste „Homecoming“-Edition von 1994.
2001 wurde außerdem ein besonderes gelbes Coupé SC2 gebaut. Die 99 produzierten Exemplare dieses „Bumblebee Edition“ genannten Sondermodells wurden mit einem Echtheitszertifikat ausgeliefert. Die „Bumblebee Edition“ beinhaltete breitere Kopfstützen, ein schwarzes Leder-Interieur mit gelben Ledereinlagen an Sitzen und Türen. Sie ist von den normalen gelben Coupes zu unterscheiden.
Außer den genannten Sondermodellen gab es 1999 450 rechtsgelenkte Saturn SWP „Post-Kombis“, die für Briefträger in ländlichen Gebieten gedacht waren.

## SL/SW (1995–2002)
Die SL und SW der zweiten Generation wurden von Mitte 1995 bis Ende 2002 gebaut.
Die Neugestaltung führte zu einem rundlicheren Aussehen von SL und SW verbunden mit einer leichten Vergrößerung von Innenraum und Einstieg. Mechanisch veränderte sich zum Vorgängermodell nur sehr wenig, obwohl 1996 das erste Jahr für den OBDII PCM war.
Für die Modelle des Jahrgangs 1999 sorgten Verbesserungen sowohl an SOHC-, als auch an DOHC-Motoren zwar nicht für mehr Leistung, aber für einen weniger rauen Motorlauf. Diese Änderungen umfassten überarbeitete Kolben, Pleuelstangen, Kurbelwellen und Weiteres. Auch die Verbrauchswerte dieser optimierten Modelle verbesserten sich.
Das im Herbst 1999 vorgenommene Facelift umfasste einige Veränderungen bei Interieur und Polymer-Karosserieteilen, wodurch die Länge der Fahrzeuge um drei Zentimeter wuchs, obwohl die Technik praktisch unverändert blieb.

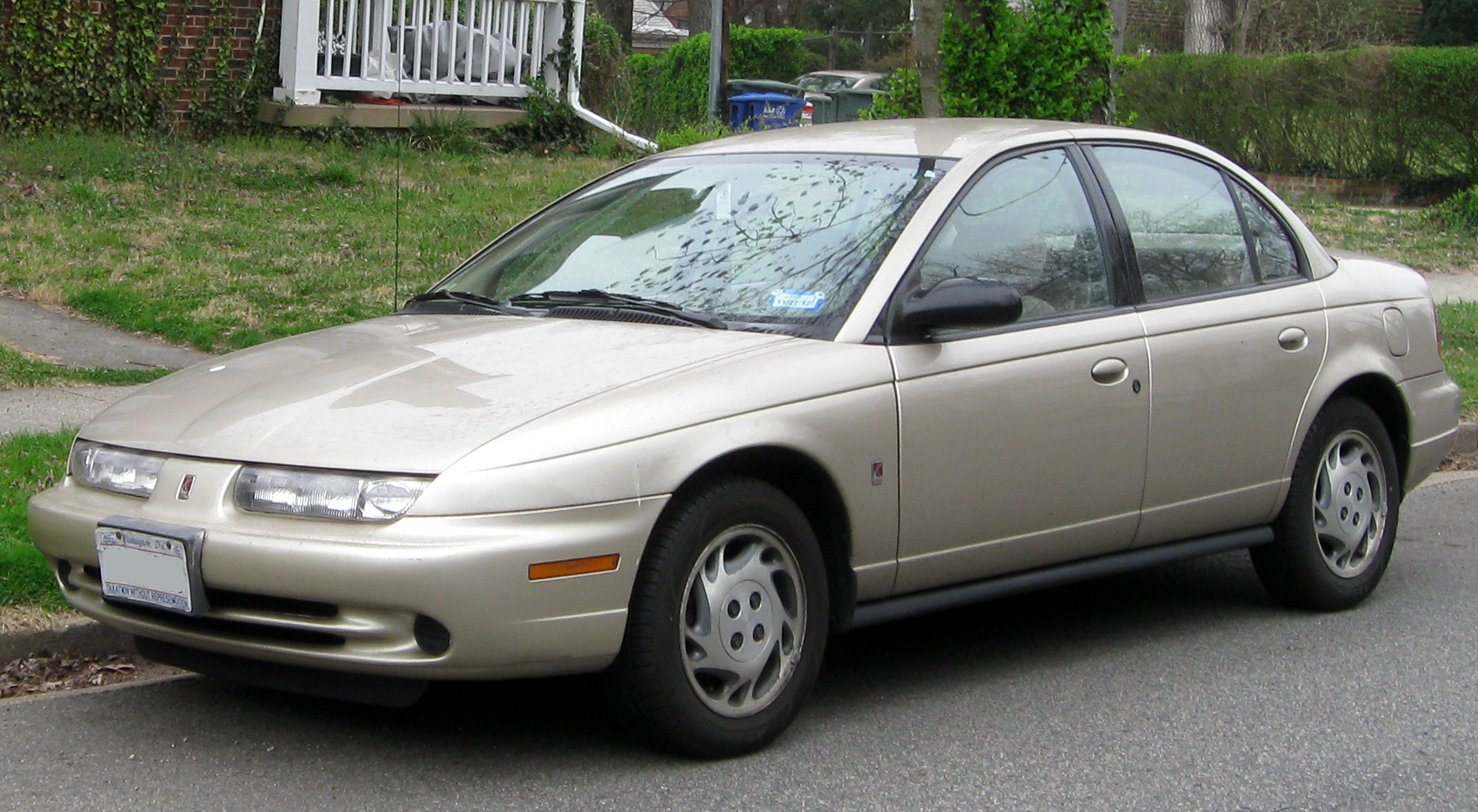
Saturn SL2 (1995–1999)
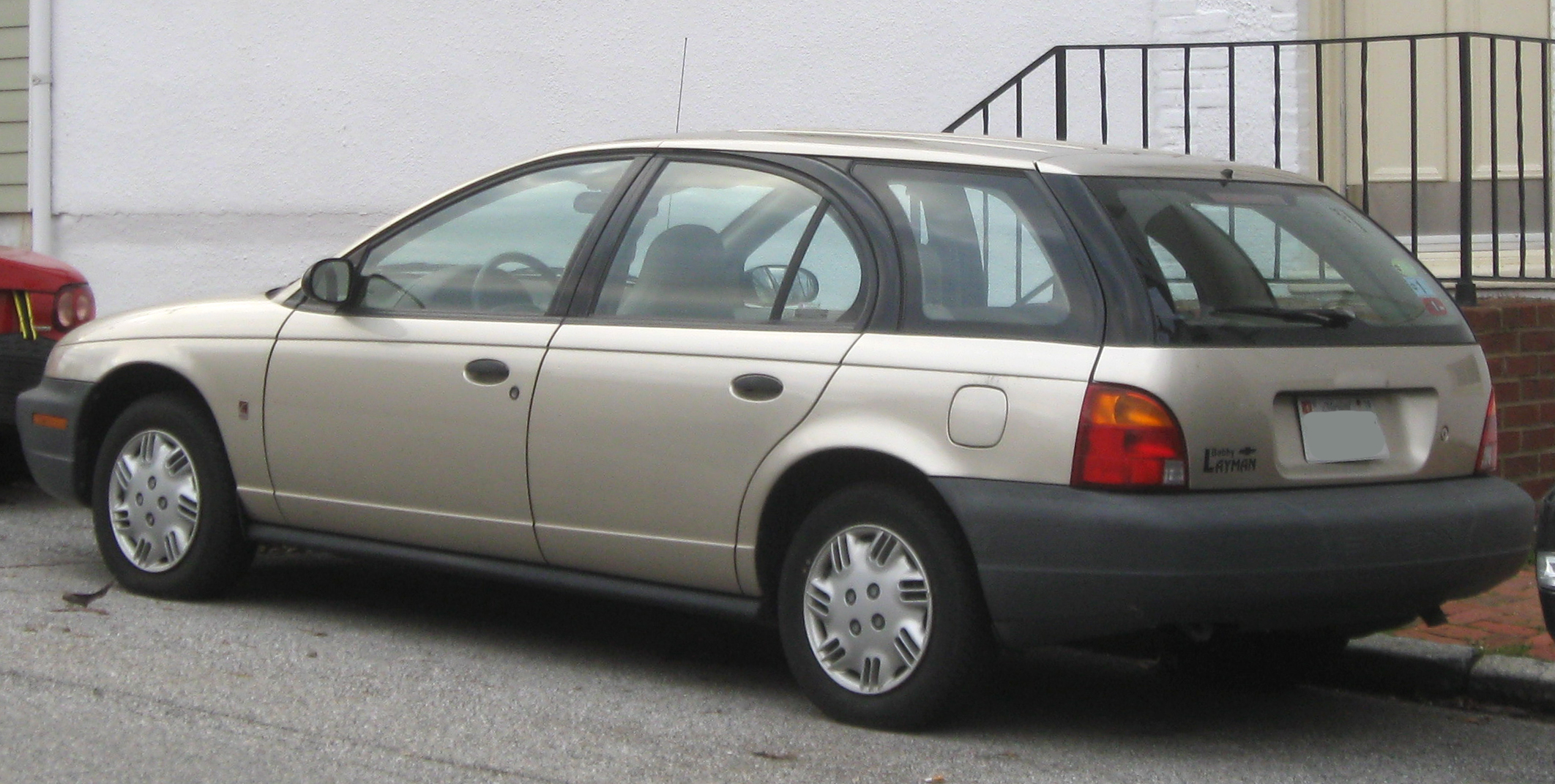
Saturn SW1 (1995–1999)

### SC (1996–2002)
Die zweite Generation des SC wurde von Sommer 1996 bis Ende 2002 angeboten.
Mit der zweiten Generation wurde der Radstand des SC auf die Länge der SL/SW-Modelle angehoben. Die Neugestaltung führte zu einem rundlicheren Aussehen des SC verbunden mit einer leichten Vergrößerung von Innenraum und Einstieg. Technisch veränderte sich zum Vorgängermodell nur sehr wenig.
Im Herbst 1998 wurde eine kleine Selbstmördertür auf der Fahrerseite hinzugefügt. Obwohl Mitfahrer dadurch die Rückbank erreichen könnten, ohne den Fahrersitz verschieben zu müssen, war diese Zusatztür hauptsächlich dazu gedacht, Gepäckstücke leichter hinter dem Fahrersitz verstauen zu können, weshalb die Platzierung des Griffs im Türrahmen dazu führt, dass sich diese nur bei geöffneter Fahrertür öffnen lässt.
Anders als bei SL und SW wurde im Rahmen des Facelifts im Herbst 1999 nur der Innenraum verändert, denn die leichte Überarbeitung des Äußeren folgte erst ein Jahr später.

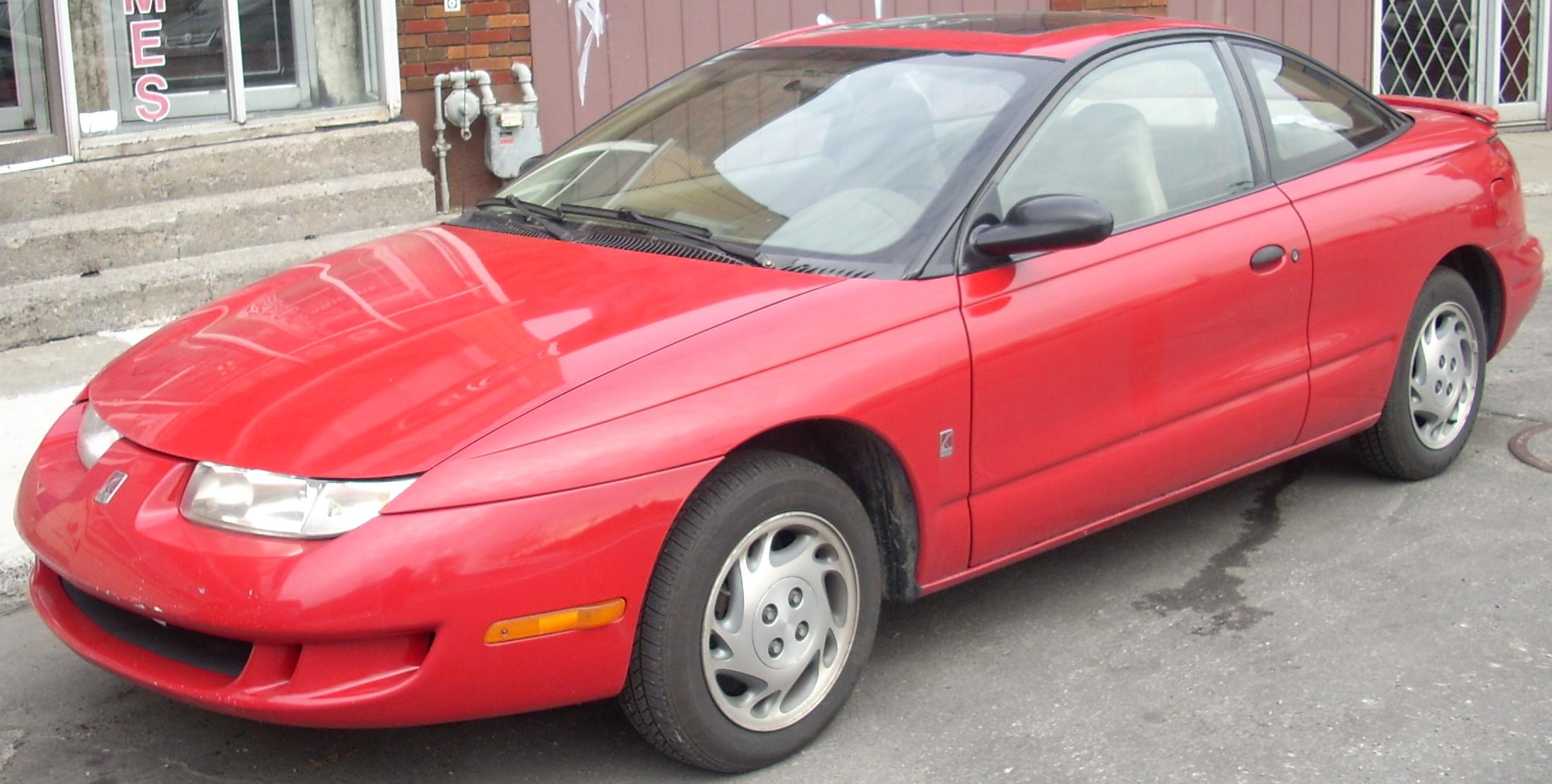
Saturn SC (1996–2000)
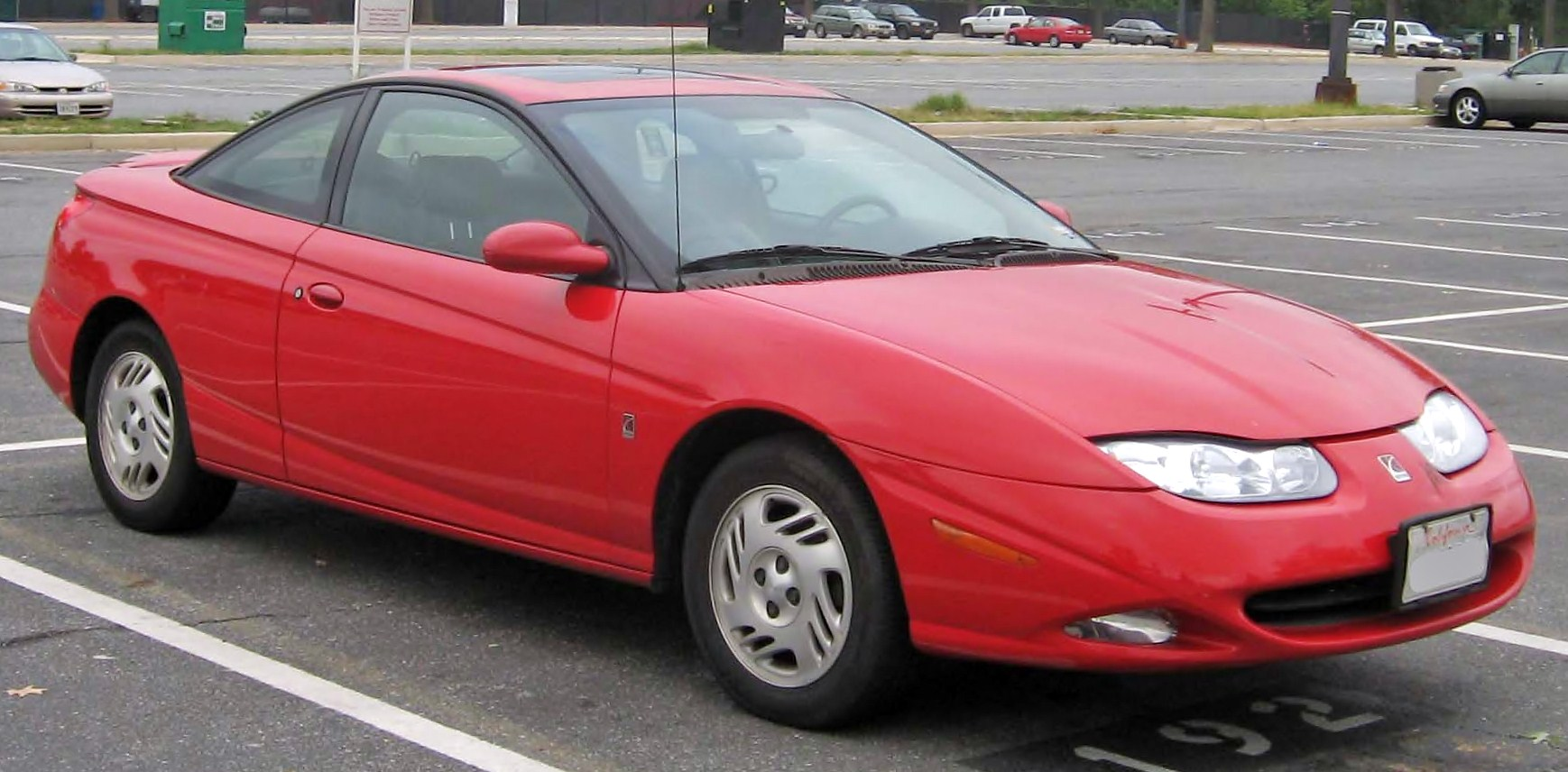
Saturn SC (2000–2002)

## Diebstahl
Dem Bericht über die meistgestohlenen Autos der CCC Information Services zufolge war der 1995er Saturn SL 2003 das meistgestohlene Auto in den USA, während der 1994er SL Platz 3 belegte. Der Polizei von Lynnwood zufolge kann es durch Abnutzung des Schlüssels an den Schließ- und Zündmechanismen dazu kommen, dass ein Schlüssel-Rohling das Auto aufschließen und starten kann.

## Nachfolger
Der Nachfolger der S-Series ab 2003 war der Saturn Ion. Anders als die S-Series war dieser keine komplette Eigenentwicklung von Saturn mehr, sondern teilte sich Plattform und Motoren mit anderen GM-Modellen wie Chevrolet Cobalt oder Pontiac G5. Auch dessen Nachfolger, der Saturn Astra, verwendete weiterhin diese Plattform.

## Produktionszahlen
Die folgenden Produktionszahlen stammen aus „The Encyclopedia of American Cars“ von den „Auto Editors of Consumer Guide“, Copyright 2002.
| 1991 | 48,629  |
| 1992 | 169,959 |
| 1993 | 244,621 |
| 1994 | 267,518 |
| 1995 | 302,988 |
| 1996 | 294,198 |
| 1997 | 314,992 |
| 1998 | 219,765 |
| 1999 | 275,633 |
| 2000 | 169,866 |
| 2001 | 117,842 |
| 2002 | k. A.   |